# Gasómetro (aparato)

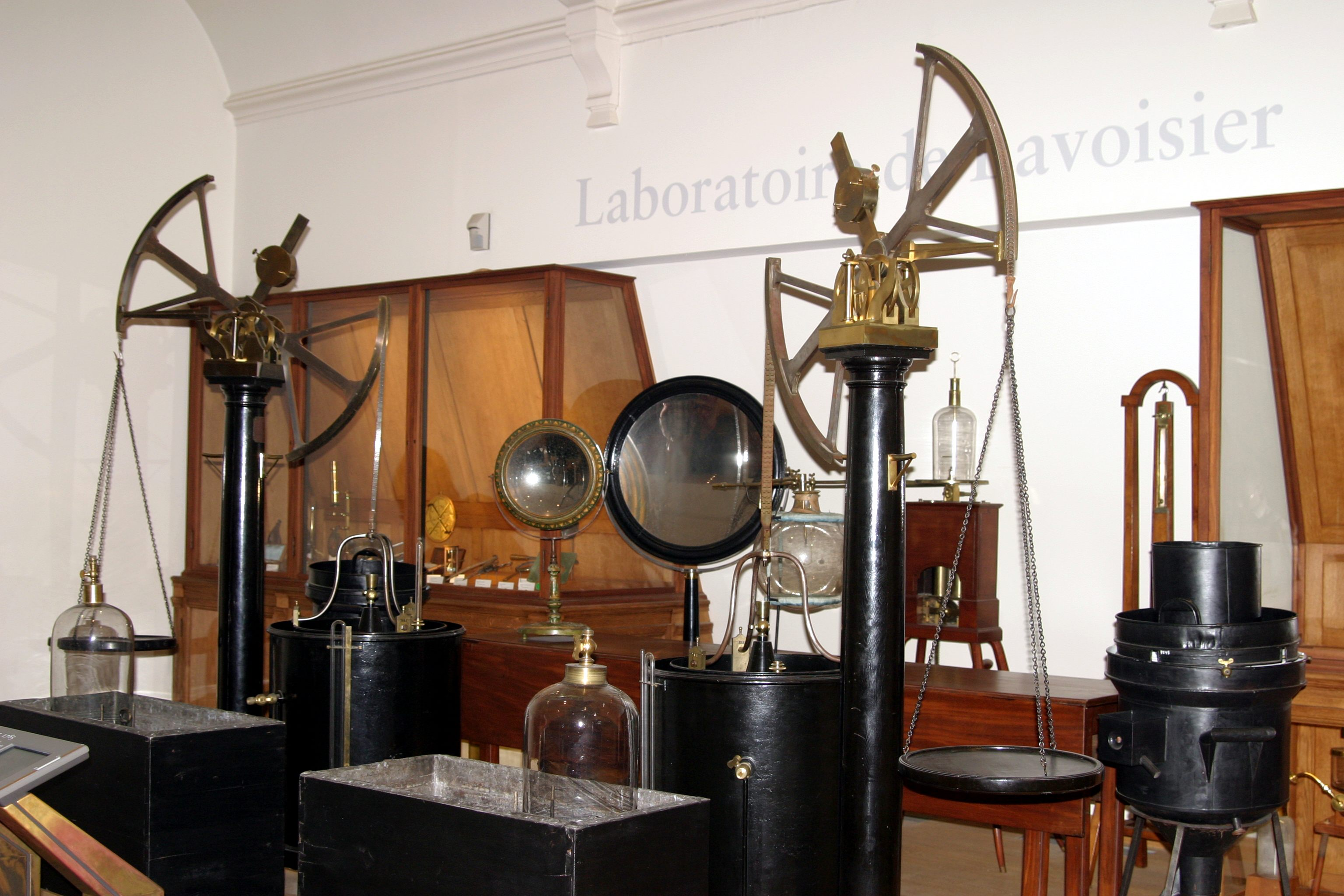
Reproducción en Musée des Artes te Métiers de París del laboratorio de Lavoisier. En primer término destacan dos gasómetros (los instrumentos más altos)

Un gasómetro es un aparato diseñado para medir volúmenes de gases.

## Historia
El ingeniero militar Jean Baptiste Meusnier y el constructor de instrumentos Pierre Mégnié diseñaron el primer gasómetro para Antoine Laurent Lavoisier en 1784, que éste empleó para medir los volúmenes de gases producidos en reacciones químicas.
El aparato estaba formado por un recipiente que contenía agua sobre el que se colocaba otro recipiente con el gas confinado, que podía moverse fácilmente gracias a un contrapeso. Bajo la presión ejercida por este recipiente, el gas salía al exterior mediante varios tubos controlados por válvulas que podían abrirse y cerrarse a voluntad. La principal novedad consistía en el sistema que permitía mantener la presión del gas constante, la cual podía ser regulada y medida con un manómetro. 